# Octadecan
Octadecanul este un alcan superior cu formula brută C18H38 și cu formula de structură CH3(CH2)16CH3. Se găsește în stare solidă și cristalizată, și are 60 523 de izomeri de structură posibili.
Octadecanul este ușor inflamabil.